# Cenomani

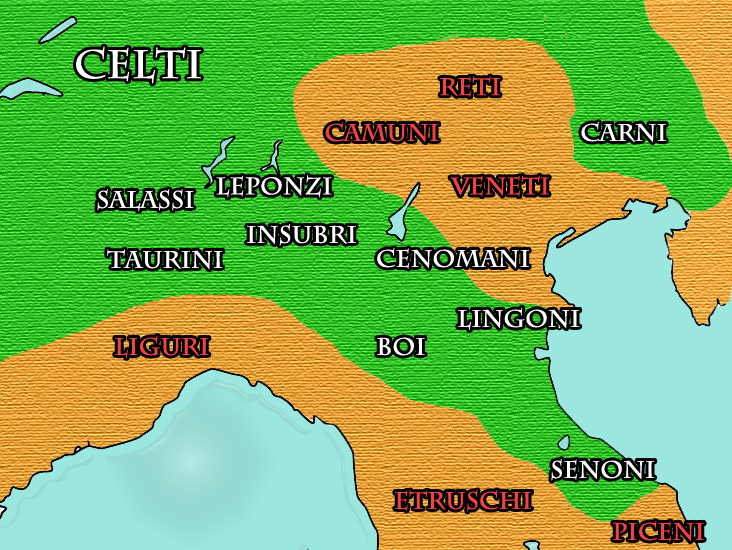
Le popolazioni della Gallia cisalpina

I Cenomani, detti anche Galli cenomani o Aulerci cenomani, erano un popolo gallico della Gallia cisalpina compreso tra gli Insubri a ovest e i Veneti ad est, il fiume Po a sud e le popolazioni dell'arco alpino dei Camuni e Triumpilini a nord.
Il loro territorio si estendeva dall'Adige all'Oglio, a nord raggiungeva la fascia delle colline moreniche lacustri e a sud il corso del Po.
La loro parentela con i Cenomani della Gallia celtica incontrati da Giulio Cesare è dibattuta dagli storici.

## I Cenomani in Gallia

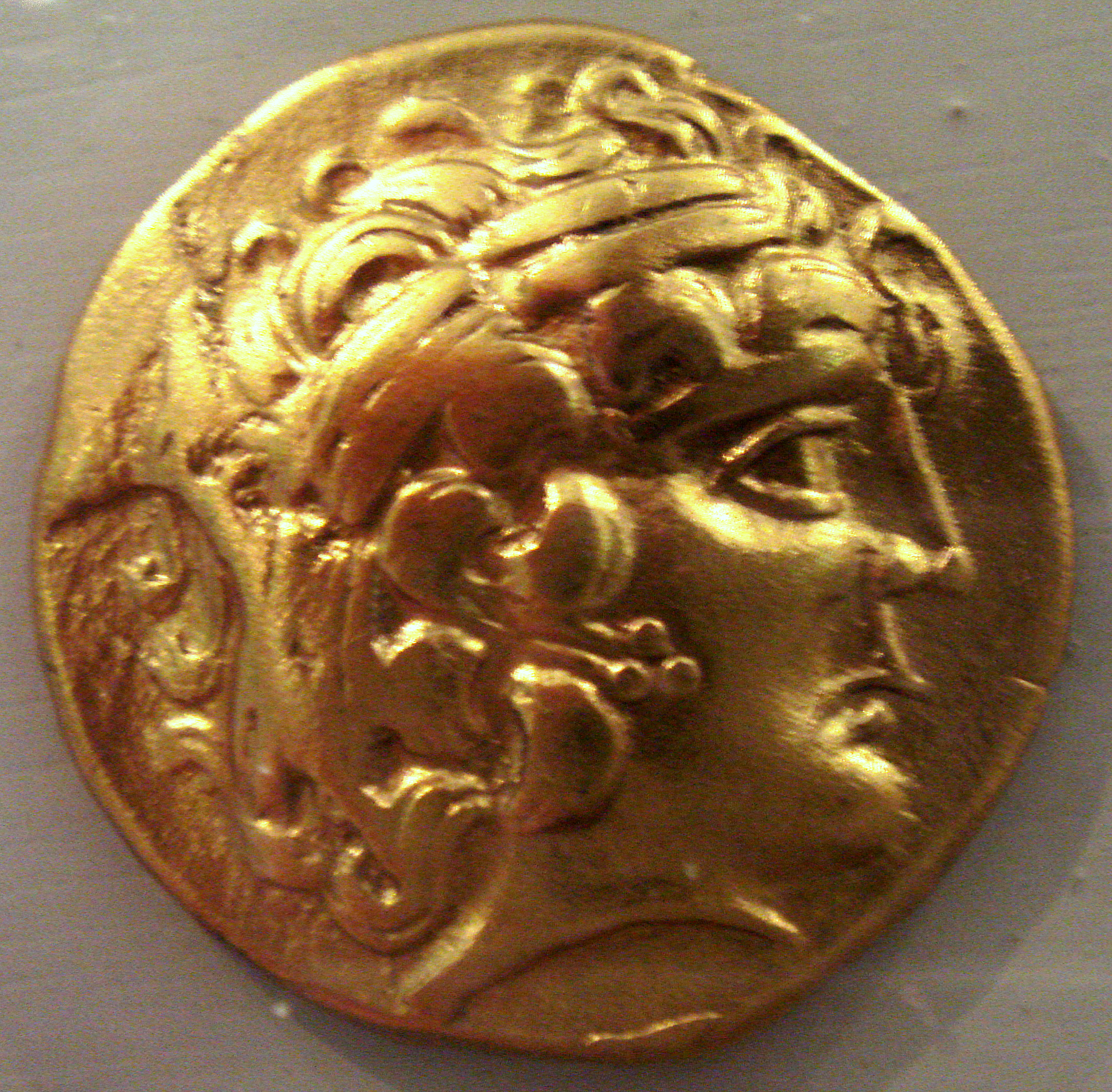
Moneta in oro del V-I secolo a.C.

Erano originari della regione attorno all'attuale città di Le Mans (il Maine), a ovest dei Carnuti tra Senna e Loira.
La loro capitale era Vindinum o Suindinum (Subdinnum), poi Civitas Cenomanorum e Cenomani (vedi Notitia Dignitatum). Secondo il De bello Gallico di Cesare, si schierarono con la grande rivolta guidata da Vercingetorige (52 a.C.), fornendo 5.000 uomini. Al tempo di  Augusto formarono una civitas stipendiaria nella Gallia lugdunense, mentre nel IV secolo fecero parte della Gallia Lugdunensis III.

## I Cenomani in Italia
Sia Polibio che Livio li menzionano espressamente tra le tribù dei Galli, che circa nel 400 a.C., sotto la guida di Elitovio avevano attraversato le Alpi in epoca storica.
Livio V 35
«[…] Subito dopo, un'altra ondata di Galli – questa volta Cenomani guidati da Elitovio – seguì le orme dei predecessori e, dopo aver valicato le Alpi nello stesso punto con l’appoggio di Belloveso, si andò a stanziare là dove oggi si trovano le città di Brescia e Verona.»
Dopo aver espulso gli Etruschi dal territorio vi si stabilirono.
La storiografia moderna appoggia la teoria per la quale i Cenomani si stanziarono sul monte Cidneo (da Cidno/Cicno re dei Liguri che nella tarda età del bronzo invase la pianura Padana e, giunto presso il colle Cidneo al centro dell'attuale Brescia ne fortificò la cima) che per i celti ebbe una funzione culturale e vi innalzarono un tempio al dio Bergimus e successivamente creandone un insediamento, probabilmente esteso anche alla zona sottostante dove sono stati rinvenuti materiali di età preromana e piccoli abitati rurali sparsi poco distanti l’uno dall’altro, questo soprattutto grazie al ritrovamento di necropoli di piccole e medie dimensioni.
Lo storico latino Livio definisce Brescia caput Cenomanorum (“in vicos Cenomanorum Brixiamque, quod caput gentis erat”, Livio XXXII 30)
Durante la grande guerra gallica nel 225 a.C., quando i Boi e gli Insubri presero le armi contro Roma, i Cenomani, come i loro vicini i Veneti, conclusero un'alleanza con la Repubblica romana, e le due nazioni insieme apprestarono una forza di 20.000 uomini, con la quale minacciarono la frontiera insubre.
Quando Annibale invase la Gallia Cisalpina continuarono ad essere fedeli alleati dei Romani e apprestarono un corpo di ausiliari che combatté nella battaglia della Trebbia.
Con la fine della seconda guerra punica, tuttavia, presero parte alla rivolta dei Galli sotto Amilcare (200 a.C.), e di nuovo pochi anni più tardi, unirono le loro armi con quelle degli Insubri: ma anche allora la defezione sembrò solo parziale, e dopo la loro sconfitta da parte del console Gaio Cornelio Cetego (197 a.C.), presentarono la sottomissione e da allora continuarono ad essere fedeli alleati dei Romani.
I Romani attuarono la conquista del territorio celtico della pianura padana a sud del Po che passò alle dirette dipendenze di Roma e vi furono fondate colonie latine. Diversa la situazione a nord del Po dove il territorio non venne invece occupato. Nella Gallia Cisalpina ebbe però così inizio un processo di romanizzazione sul piano culturale, che fu molto rapido e intenso. I Galli cominciarono ad adottare costumi, usi e modelli culturali e alla fine anche la lingua del mondo romano.
I rapporti di alleanza e la progressiva adozione dei costumi li fecero diventare sempre più parte del popolo veneto tanto che la regione faceva parte della X Venetia et Histria.
Da questo momento scompaiono dalla storia diventando gradualmente fusi nella condizione di peregrini, finché nel 49 a.C. acquisirono, con il resto di Galli transpadani, i pieni diritti di cittadini romani.
Livio parla di Brixia (la moderna Brescia) e di Verona come le città principali sul loro territorio. Plinio li assegna a Cremona e Brixia: mentre Tolomeo dà loro una portata molto più ampia, comprendente non solo Bergomum (moderna Bergamo) e Mantua (Mantova), ma anche Tridentium (Trento), che è stata certamente una città retica.

## Sepolture
I riti funerari praticati dai Celti Cenomani prevedevano di deporre il defunto in posizione distesa in fosse scavate nel terreno. Il defunto era quindi accompagnato da un corredo costituito da armi (spade, lance, coltelli, scudi, elmi) e da oggetti di abbigliamento e di ornamento come fibule, torques (la collana in verga metallica ritorta tipica dei Celti), braccialetti, anelli, armille, distinti tra uomo (nella cui sepoltura prevalgono le armi) e donna (il cui corredo, talvolta più ricco di quello maschile vede la presenza di torques e bracciali a serpentina in argento). Nelle tombe del IV e III secolo a.C. manca, fra gli oggetti di corredo, la ceramica, salvo un numero limitato di casi.
Rari ma preziosi sono gli oggetti decorati secondo lo stile caratteristico dell’arte celtica trovati in territorio cenomane. Il più controverso proviene dalla più importante tomba cenomane, ritrovata in territorio mantovano a Castiglione delle Stiviere.
Tra gli oggetti del corredo si trovano numerosi frammenti di bronzo, alcuni decorati, la cui funzione è ancora oggi oggetto di dibattito. L’ipotesi più affascinante è che essi potrebbero essere gli elementi di una carnyx, la tromba da guerra dei Celti. Le lamine di bronzo di questo oggetto enigmatico sono decorate a sbalzo secondo uno stile caratteristico dell’arte celtica del III secolo a.C.
In alcune tombe i defunti sono stati trovati seppelliti con cani o cavalli, animali che non facevano parte della dieta dei Cenomani. Si suppone quindi che ci fosse un forte legame con questi animali che abbia portato alla scelta di seppellirli insieme ai loro padroni.
Nel settembre 2023, durante alcuni scavi nella zona di Casalromano (Mn), è  riemersa una necropoli di tarda età del ferro, in una zona dove erano stanziati i Cenomani.

## Ritrovamenti
Importanti reperti decorati provengono dall’area bresciana e sono oggi esposti al Museo di Santa Giulia di Brescia: si tratta di un elmo di ferro con applique e paragnatidi di bronzo decorate con un intreccio di motivi floreali e animali proveniente da Gottolengo, (inizialmente considerata parte decorativa di uno scudo longobardo) rinvenuto nel 1925 insieme a frammenti di spade in ferro, catenelle e armille in bronzo, databile alla seconda metà dal IV sec. a.C., e le fàlere di Manerbio che appartengono a una fase certamente più tarda dell’arte celtica, rinvenute nel 1928, probabilmente appese alle armature o ai finimenti dei cavalli come decorazioni. Importanti ritrovamenti anche nel veronese, in particolare nei comuni di Povegliano Veronese, Vigasio e Santa Maria di Zevio. Quest'ultima località, lungo il corso dell'Adige,  ha restituito centinaia di tombe. Tra queste emerge la Tomba con carro del cosiddetto "Principe Bambino" da Lazisetta. Di questa sepoltura infantile di altissimo rango gli archeologi hanno potuto ricostruire il suggestivo e complesso rituale funerario, al quale è dedicata un'intera stanza nel Museo Archeologico Nazionale di Verona.

## Toponimi di origine celtica
Tra i toponimi di origine celtica vanno annoverati il limnonimo Benàco, antico nome del lago di Garda, da *bennacus “cornuto” che si confronta con l’antico irlandese bennach di pari significato e Brescia, il toponimo Brixia viene ricondotto alla radice celtica *bric/*brig/*briga “altura, colle, sommità, rocca” o al nome della dea Brida.
Nell’elenco dei toponimi di origine celtica figura anche Limone sul Garda che va ricondotto al fitonimo celtico limo “olmo”, ampiamente produttivo nella toponomastica dei territori abitati dei celti, all’origine anche di Limone di Gavardo inteso come "luogo caratterizzato dalla presenza di olmi".
Altri toponimi che rimandano a sicure basi linguistiche celtiche sono i derivati da *bunda “conca, convalle” (Bondone a Toscolano Maderno), *vo-bero “ruscello nascosto” (Vobarno).
Altri termini del lessico celtico sono passati nel latino e successivamente nelle lingue e nei dialetti romanzi come betulla “betulla”, broglios “brolo, frutteto” e *benna “carro agricolo, cesto del carro”, presenti ancora nel dialetto del posto.